# That's Entertainment, Part II
That's Entertainment, Part II é um filme de 1976, sequência de That's Entertainment! de 1974. a produção mostra uma retrospectiva dos principais filmes produzidos pela MGM dentre os períodos de 1930 a 1950. Seu diretor foi Gene Kelly.
Gene Kelly e Fred Astaire encabeçaram a lista de celebridades estreladas no filme.

## Lista de atores e atrizes que fizeram participação especial
- Bud Abbott
- Eddie 'Rochester' Anderson
- Louis Armstrong
- Lew Ayres
- John Barrymore
- Lionel Barrymore
- Wallace Beery
- Robert Benchley
- Constance Bennett
- Jack Benny
- Jack Buchanan
- James Cagney
- Sammy Cahn
- Louis Calhern
- Leslie Caron
- Gower Champion
- Marge Champion
- Cyd Charisse
- Maurice Chevalier
- Ronald Colman
- Lou Costello
- Jeanne Coyne
- Joan Crawford
- Bing Crosby
- Dan Dailey
- Doris Day
- Fifi D'Orsay
- Melvyn Douglas
- Tom Drake
- Marie Dressler
- Margaret Dumont
- Jimmy Durante
- Nelson Eddy
- Nanette Fabray
- W.C. Fields
- Bob Fosse
- Clark Gable
- Greta Garbo
- Judy Garland
- Betty Garrett
- Greer Garson
- Hermione Gingold
- Cary Grant
- Fernand Gravey
- Kathryn Grayson
- Carol Haney
- Oliver Hardy
- Jean Harlow
- Katharine Hepburn
- Judy Holliday
- Lena Horne
- Betty Hutton
- Allan Jones
- Howard Keel
- Grace Kelly
- June Knight
- Miliza Korjus
- Hedy Lamarr
- Stan Laurel
- Vivien Leigh
- Oscar Levant
- Myrna Loy
- Jeanette MacDonald
- The Marx Brothers
- Roddy McDowall
- Ann Miller
- Robert Montgomery
- Donald O'Connor
- Maureen O'Sullivan
- Walter Pidgeon
- Eleanor Powell
- William Powell
- Tommy Rall
- Debbie Reynolds
- Ginger Rogers
- Mickey Rooney
- Al Shean
- Dinah Shore
- Frank Sinatra
- Red Skelton
- Ann Sothern
- James Stewart
- Lewis Stone
- Elizabeth Taylor
- Robert Taylor
- Franchot Tone
- Spencer Tracy
- Lana Turner
- Bobby Van
- Gwen Verdon
- Ethel Waters
- David Wayne
- Johnny Weissmuller
- Esther Williams
- Keenan Wynn
- Robert Young
- Billie Burke
- Cliff Edwards